# Griffonia tessmannii
Griffonia tessmannii är en ärtväxtart som först beskrevs av De Wild., och fick sitt nu gällande namn av Compere. Griffonia tessmannii ingår i släktet Griffonia och familjen ärtväxter. Inga underarter finns listade i Catalogue of Life.